# Wilhelm Sturmfels
Johann Wilhelm Sturmfels (* 30. Mai 1830 in Klein-Umstadt; † 17. Mai 1899 in Nidda) war ein hessischer Gutsbesitzer und Politiker (NLP) und Abgeordneter der 2. Kammer der Landstände des Großherzogtums Hessen.
Wilhelm Sturmfels war der Sohn des Pächters Johann Philipp Sturmfels und dessen Ehefrau Anna Margaretha, geborene Wetterroth. Sturmfels, der evangelischen Glaubens war, war Ökonom in Ulfa und später Gutsbesitzer in Nidda und heiratete am 9. Oktober 1853 in Bellersheim Magdalene (genannt Helene) geborene Hahn.
Von 1877 bis 1896 gehörte er der Zweiten Kammer der Landstände an. Er wurde für den Wahlbezirk Oberhessen/Laubach-Schotten gewählt.